# Paulinet
Paulinet är en kommun i departementet Tarn i regionen Occitanien i södra Frankrike. Kommunen ligger i kantonen Alban som tillhör arrondissementet Albi. År 2022 hade Paulinet 506 invånare.

## Befolkningsutveckling
Antalet invånare i kommunen Paulinet
| Referens: INSEE |